# Artillery Wood katonai temető
Az Artillery Wood katonai temető (Artillery Wood Cemetery) egy első világháborús nemzetközösségi sírkert a belgiumi Boezinge közelében. Tervezője Sir Reginald Blomfield és George Harley Goldsmith volt.

## Története
Boezingét 1917. júliusig az Yser csatorna választotta el a német vonalaktól. A hónap végén kialakuló Pilckem-hátsági csata visszaszorította a németeket, és az angol katonák által Tüzérségi-erdőnek (Artillery Wood) nevezett területet elfoglalta a brit Gárdahadosztály. Ők kezdtek temetni a sírkert mai helyén. A fegyvernyugváskor 141 sír volt a temetőben, közülük 42-ben a Királyi Tüzérség hősi halottjai nyugodtak. A temetőbe később a környező csataterekről és más kisebb sírkertekből exhumált halottakat hoztak. A temetőben jelenleg 1307 halott nyugszik, közülük 801-et sikerült azonosítaniː 783 brit, 17 kanadai, egy pedig új-zélandi volt.

## Emlékművek
A Gárdahadosztály és a Királyi Tüzérek halottai tiszteletére emlékművek állnak Londonban. A Királyi Tüzérség első világháborús emlékműve a Hyde Park szélén, a gárdahadosztály emlékműve a St. James’s Parkban áll. Az utóbbi alakulat elesett katonáira egy kereszt is emlékeztet a franciaországi Ginchy and Lesbœufs között.